# Sheberghan
Shebergan (persisk: شبرغان) er en by i det nordlige Afghanistan. Byen ligger nær grænsen til Turkmenistan og er provinshovedstad i provinsen Jowzjan. Antallet af indbyggere er anslået til ca. 80.000.
Byen var tidligere et centrum for handel og dyrehold - særligt fåreavl - og har en blandet usbekisk, tadsjikisk og pashtunsk befolkning.

## Eksterne links
- Wikimedia Commons har flere filer relateret til Sheberghan